# Ringer-Juniorenweltmeisterschaften 1984
Die Ringer-Juniorenweltmeisterschaften 1984 fanden im Juli 1984 in Washington, D.C., Vereinigte Staaten statt.

## Junioren, griechisch-römisch

### Ergebnisse
| Klasse | Gold                    | Silber          | Bronze              |
| ------ | ----------------------- | --------------- | ------------------- |
| -48 kg | Huang Wenghui           | Hideo Sasayama  | Park Won-koo        |
| -52 kg | Huh Byung-ho            | Antonio Molino  | Youlin Li           |
| -56 kg | Xuewen Deng             | Bobby Malatesta | Abdel Latif Achraft |
| -60 kg | Markus Pittner          | Bruno Keimig    | Mike Leaman         |
| -65 kg | Kim Seung Young         | Ken Kuradate    | Klaus Bauer         |
| -70 kg | Lee Sam-sung            | Chris Pencarski | Benji Megrelashvili |
| -75 kg | Bernd Fröhlich (Ringer) | Lee Dong-woo    | Fritz Lehrke        |
| -81 kg | Cho Byung-hak           | Manfred Helbing | Johannes Meindl     |
| -87 kg | Ralph Beck              | Dave Barbour    | Simion Samoinow     |
| +87 kg | Fabio Valguarnera       | Hirano Minoru   | Oliver Pfaff        |

### Medaillenspiegel
| Rang | Land                | Gold | Silber | Bronze |
| ---- | ------------------- | ---- | ------ | ------ |
| 1    | Südkorea            | 4    | 1      | 1      |
| 2    | BR Deutschland      | 2    | 2      | 2      |
| 3    | Volksrepublik China | 2    | 0      | 1      |
| 4    | Italien             | 1    | 1      | 0      |
| 5    | Österreich          | 1    | 0      | 1      |
| 6    | Vereinigte Staaten  | 0    | 3      | 2      |
| 7    | Japan               | 0    | 3      | 0      |
| 8    | Israel              | 0    | 0      | 2      |
| 9    | Ägypten             | 0    | 0      | 1      |

## Junioren, freier Stil

### Ergebnisse
| Klasse | Gold            | Silber             | Bronze          |
| ------ | --------------- | ------------------ | --------------- |
| -48 kg | Chris Bollin    | Song Huck-tae      | Kazuhito Iwama  |
| -52 kg | Ryo Kanehama    | Corey Baze         | Chung Ki-dal    |
| -56 kg | Ken Chertow     | Giovanni Schillaci | Ko Young-ho     |
| -60 kg | John Fisher     | Jürgen Ketterer    | Lim Chae-il     |
| -65 kg | Len Bernstein   | Georg Schwabenland | Georg Neumaier  |
| -70 kg | Chang Jae-myung | Hans Schmitz       | Kiyoto Sekikawa |
| -75 kg | Chris Geneser   | Toshiyuki Asanuma  | Lee Dong-woo    |
| -81 kg | John Ginther    | Jochen Steckman    | Park Chong-kyu  |
| -87 kg | Stefan Krische  | Dave Williams      | Akira Suzuki    |
| +87 kg | Jeff Ellis      | Erich König        | Kazuya Deguchi  |

### Medaillenspiegel
| Rang | Land               | Gold | Silber | Bronze |
| ---- | ------------------ | ---- | ------ | ------ |
| 1    | Vereinigte Staaten | 7    | 2      | 0      |
| 2    | BR Deutschland     | 1    | 5      | 0      |
| 3    | Südkorea           | 1    | 1      | 5      |
| 4    | Japan              | 1    | 1      | 4      |
| 5    | Italien            | 0    | 1      | 0      |
| 6    | Österreich         | 0    | 0      | 1      |